# NGC 488
NGC 488 is een spiraalvormig sterrenstelsel in het sterrenbeeld Vissen. Het hemelobject ligt 105 miljoen lichtjaar van de Aarde verwijderd en werd op 13 december 1784 ontdekt door de Duits-Britse astronoom William Herschel. Dit stelsel is door James D. Wray in diens The Colour Atlas of Galaxies beschreven als an incredibly beautiful galaxy. Het vormt samen met de stelsels NGC 486, 490, 492 en 500 een losse groep in het zuidoostelijk gedeelte van het sterrenbeeld Vissen.

## Synoniemen
- PGC 4946
- UGC 907
- MCG 1-4-33
- ZWG 411.33
- IRAS01191+0459